# Ruine Blankenstein
Die Ruine Blankenstein ist die Ruine einer Spornburg auf einem 710 m ü. NN hohen Felssporn am Hang des Brunnentales, einem Seitental der Großen Lauter, beim Ortsteil Wasserstetten der Gemeinde Gomadingen im Landkreis Reutlingen in Baden-Württemberg.

## Geschichte

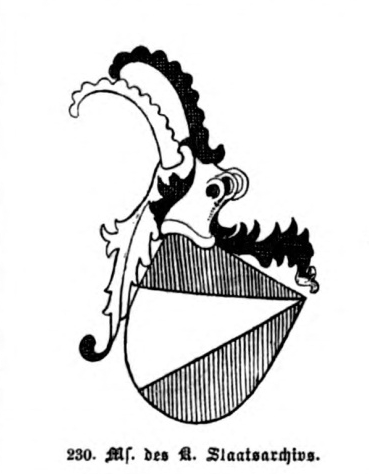
Wappen derer von Blankenstein

Die Burg wurde von den Herren von Blankenstein im 12. Jahrhundert erbaut; 1182 wird Bertold von Blankenstein in einer Urkunde erwähnt. Die Burg war im Besitz der Edelfreien von Dapfen und der Grafen von Württemberg.
Am 4. April 1251 wird die Eheschließung eines weiteren Berthold von Blankenstein mit Elisabeth von Steinheim durch den Papst Innozenz IV. genehmigt. Dabei ist zu bemerken, dass am selben Tag der Papst die Genehmigung zur Gründung eines Klosters Mariental in Steinheim an der Murr ausspricht.
Aufgrund der Datumsgleichheit und des Umstands, dass Elisabeth von Steinheim bereits einmal verheiratet war, geht man davon aus, dass die Ehegenehmigung durch die Klostergründung unterstützt werden musste.
Um 1442 ist die Burg verfallen. 1977 wurde der Rest des Bergfrieds gesichert.

## Beschreibung
Von der ehemaligen Burganlage auf einem Bergsporn sind außer dem Rest des Bergfrieds zur Sicherung der Bergseite auf einer Grundfläche von etwa 7 mal 7 Meter nur noch geringe Reste eines Walls und des Halsgrabens erhalten.

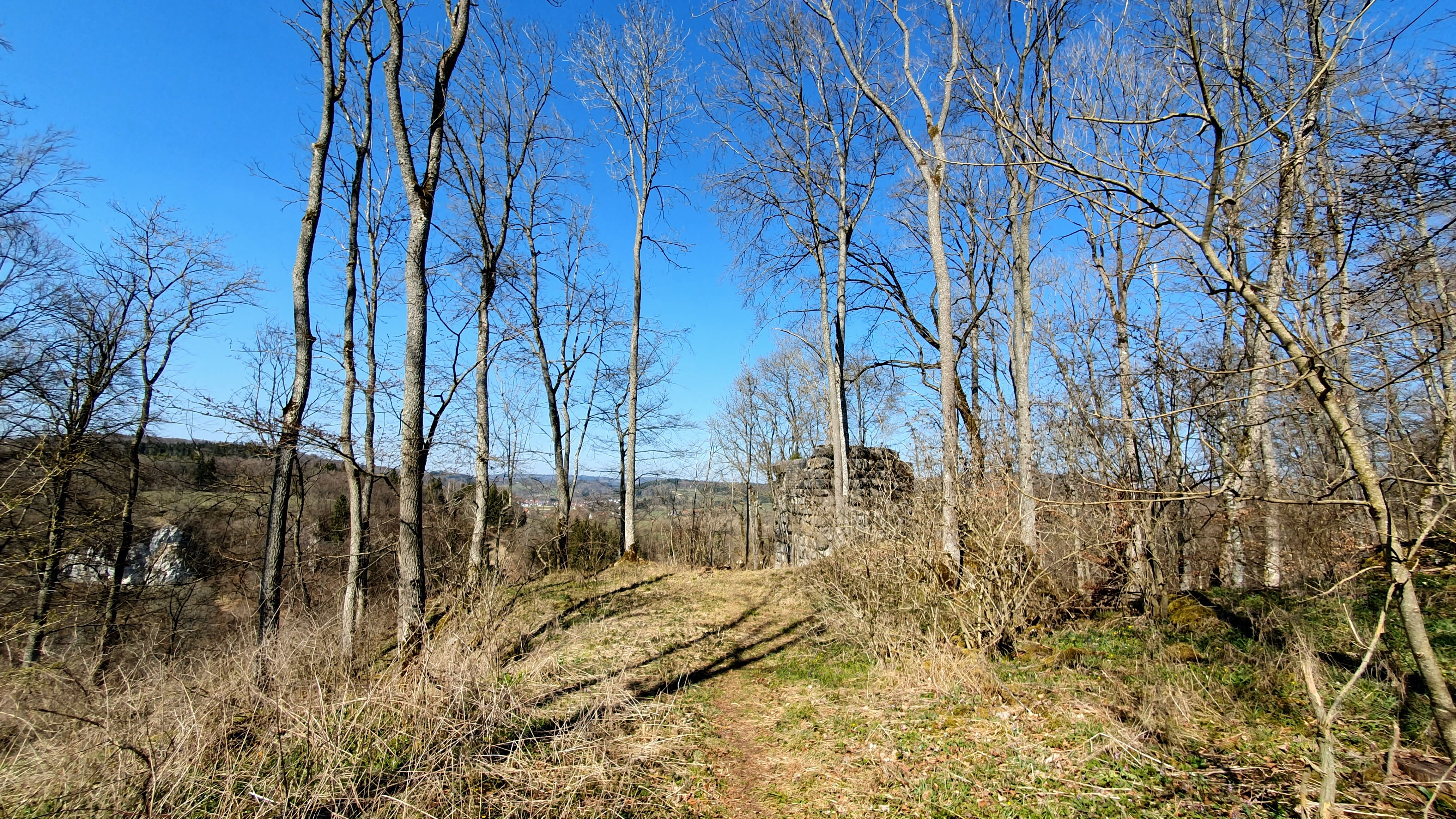
Zugang zur Spornburgruine
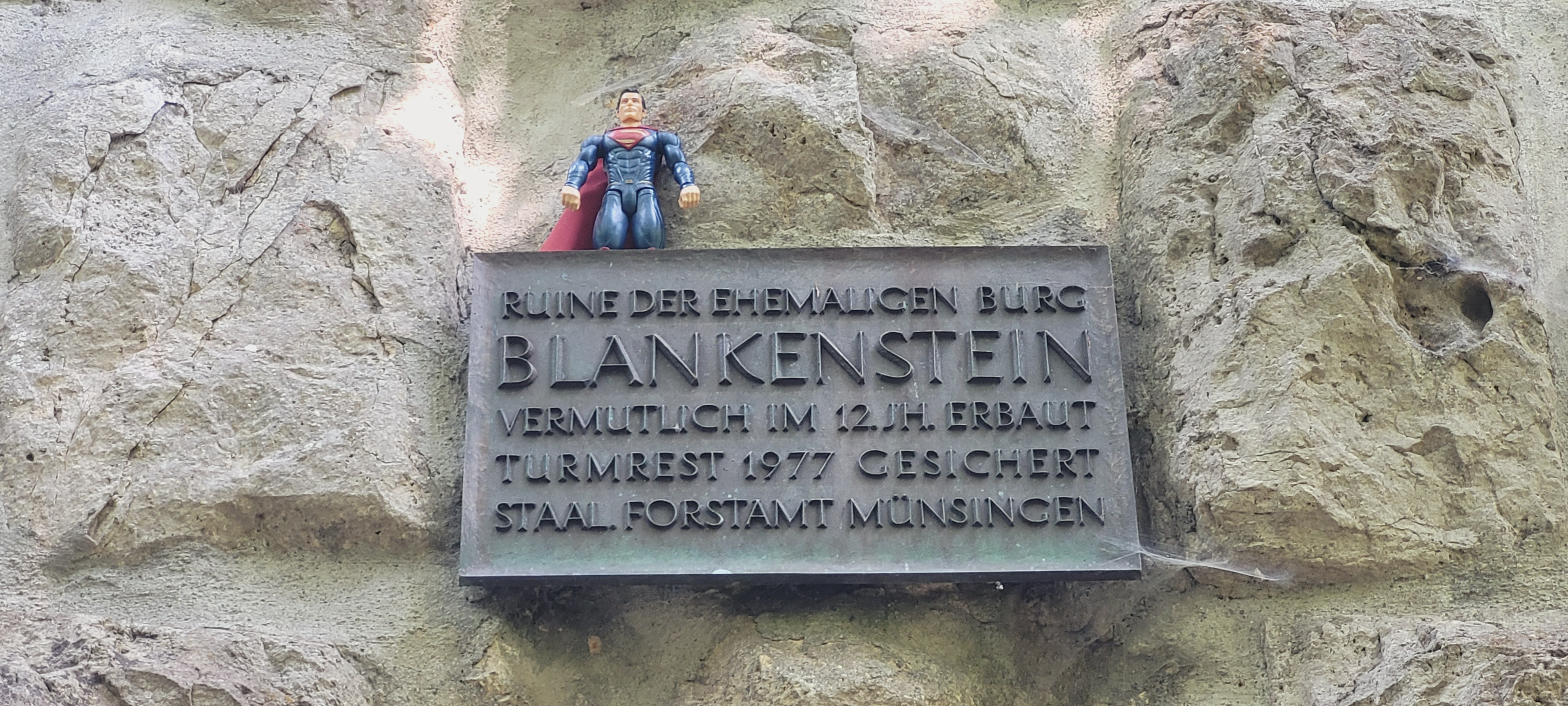
Infotafel am Turmrest
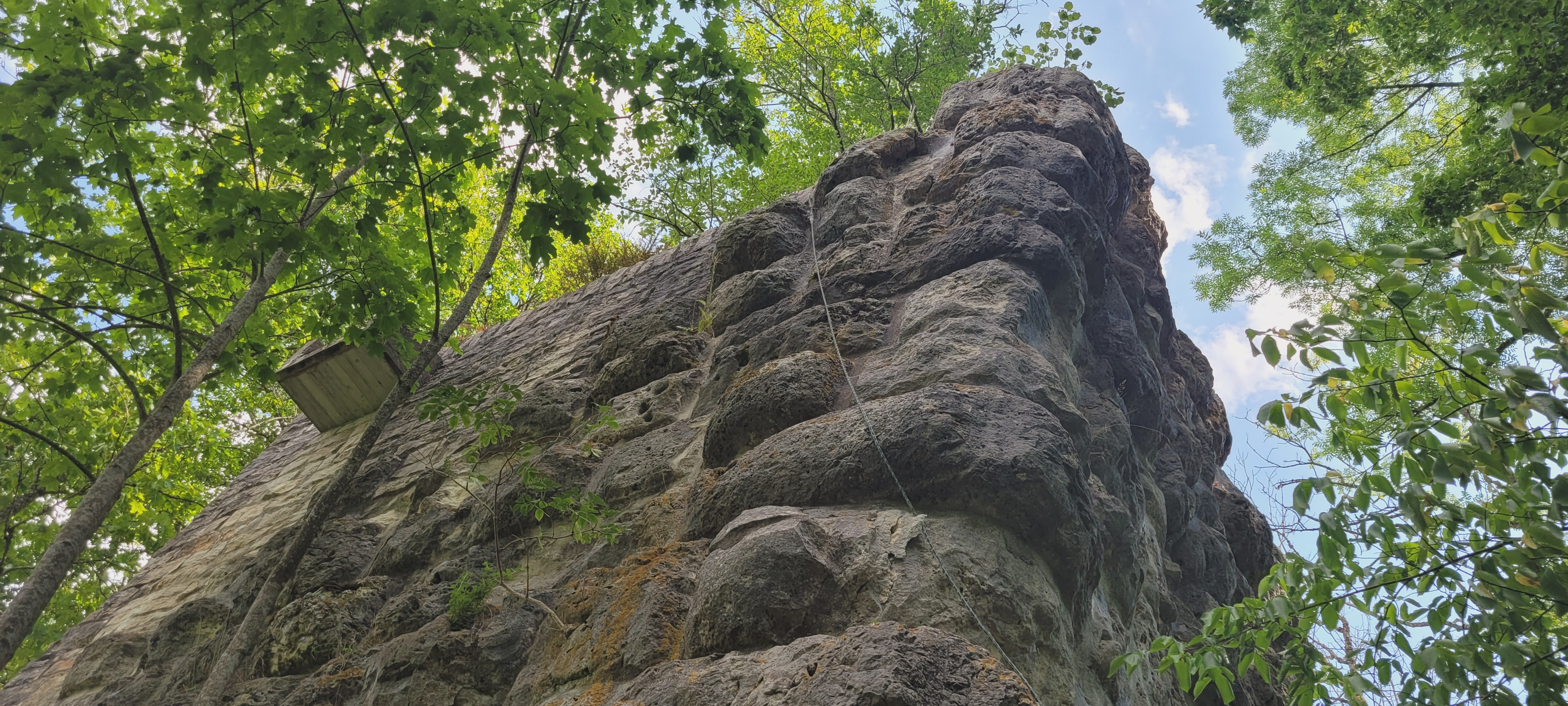
Blick auf den Bergfried und die groben großen Buckelquader
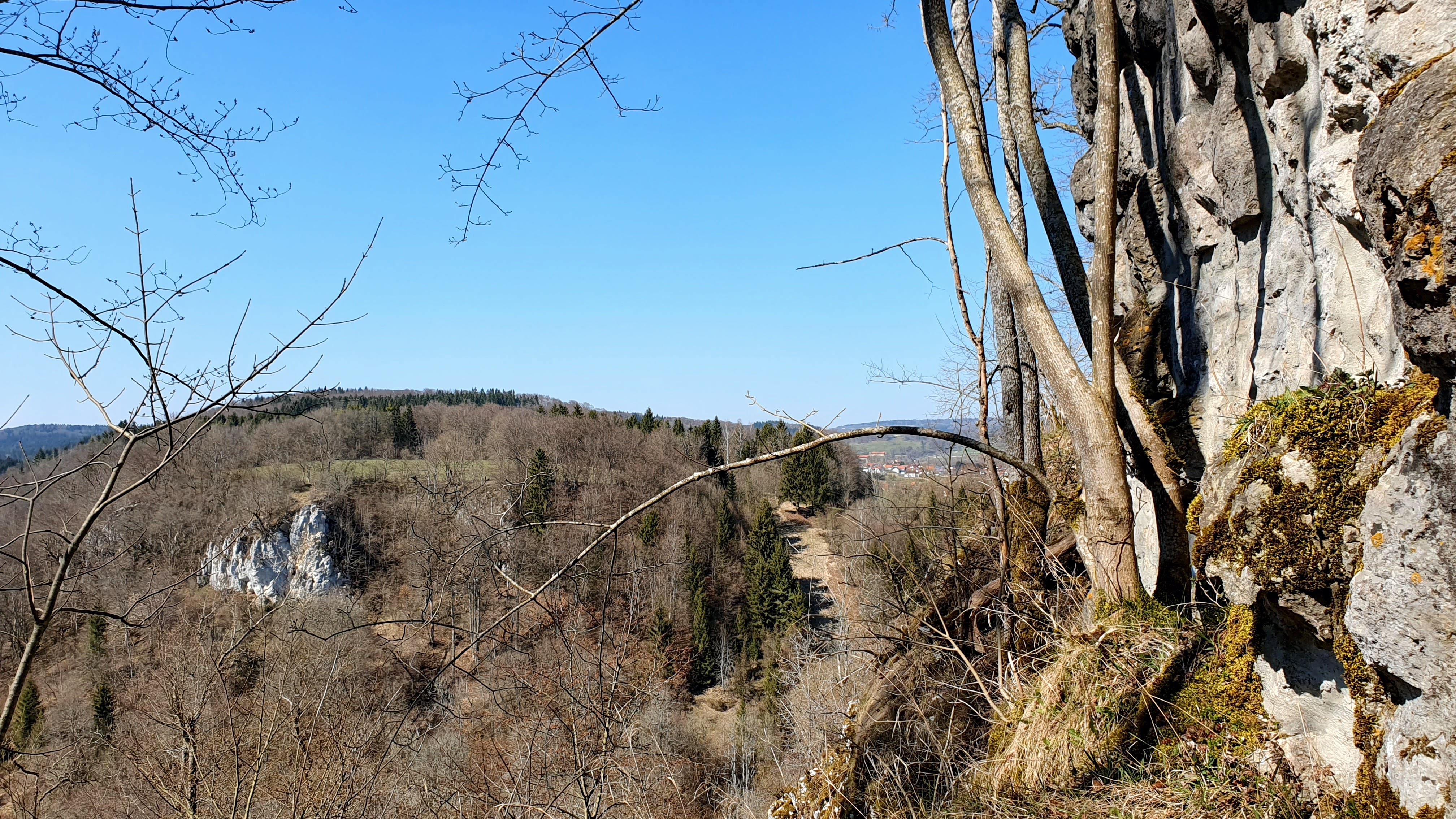
Talblick zum gegenüberliegenden Burgfelsen der abgegangenen Burg Baldelau
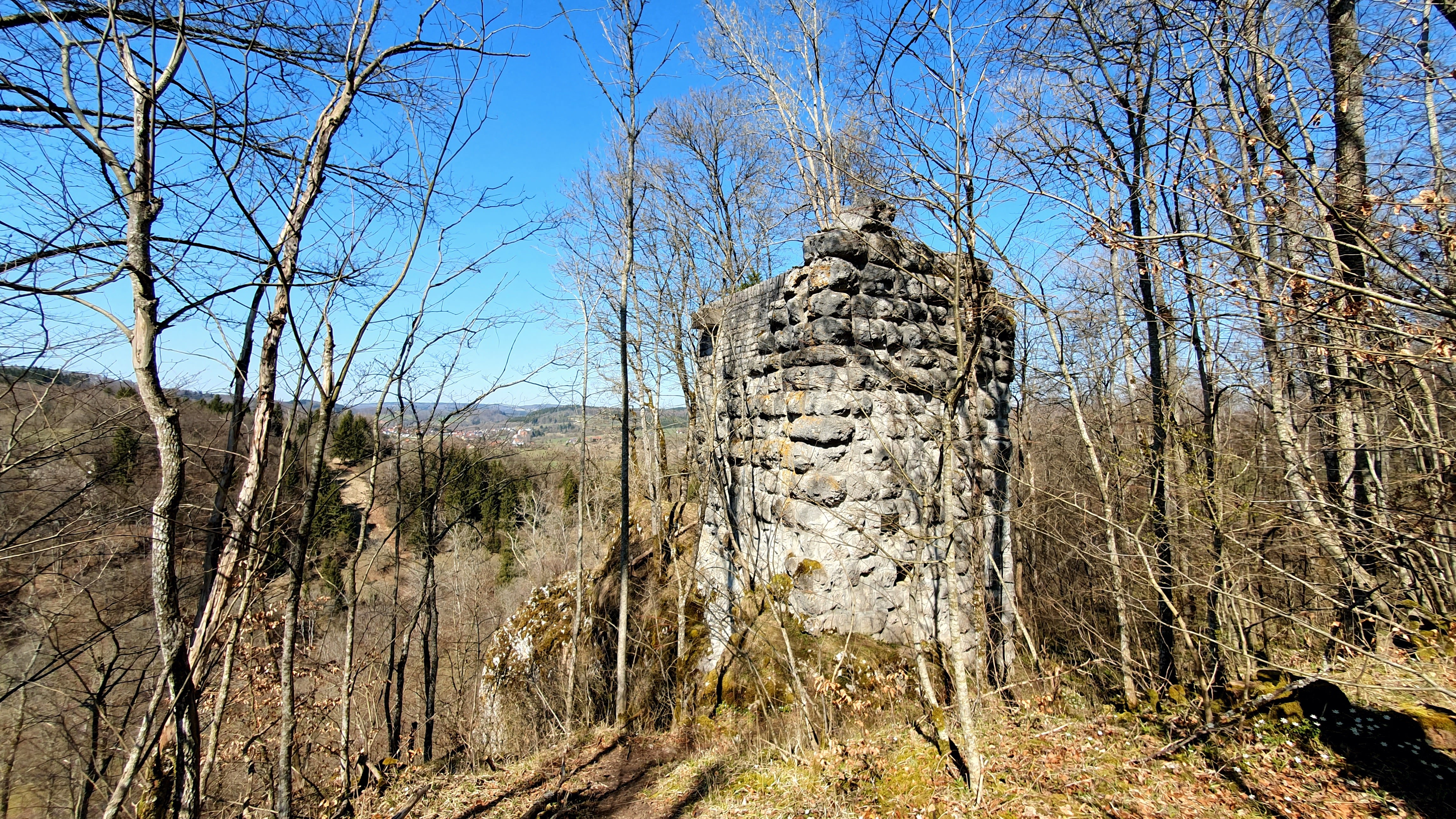
Burgruine im Überblick